# Скужево (Великопольське воєводство)
Скужево (пол. Skórzewo, нім. Hasenheide) — село в Польщі, у гміні Допево Познанського повіту Великопольського воєводства.
Населення — 5121 особа (2011).
У 1975-1998 роках село належало до Познанського воєводства.

## Демографія
Демографічна структура станом на 31 березня 2011 року:
|          | Загалом | Допрацездатний вік | Працездатний вік | Постпрацездатний вік |
| -------- | ------- | ------------------ | ---------------- | -------------------- |
| Чоловіки | 2503    | 684                | 1692             | 127                  |
| Жінки    | 2618    | 633                | 1703             | 282                  |
| Разом    | 5121    | 1317               | 3395             | 409                  |